# Calophyllum blancoi
Calophyllum blancoi är en tvåhjärtbladig växtart som beskrevs av Jules Émile Planchon och Triana. Calophyllum blancoi ingår i släktet Calophyllum och familjen Calophyllaceae. Inga underarter finns listade i Catalogue of Life.

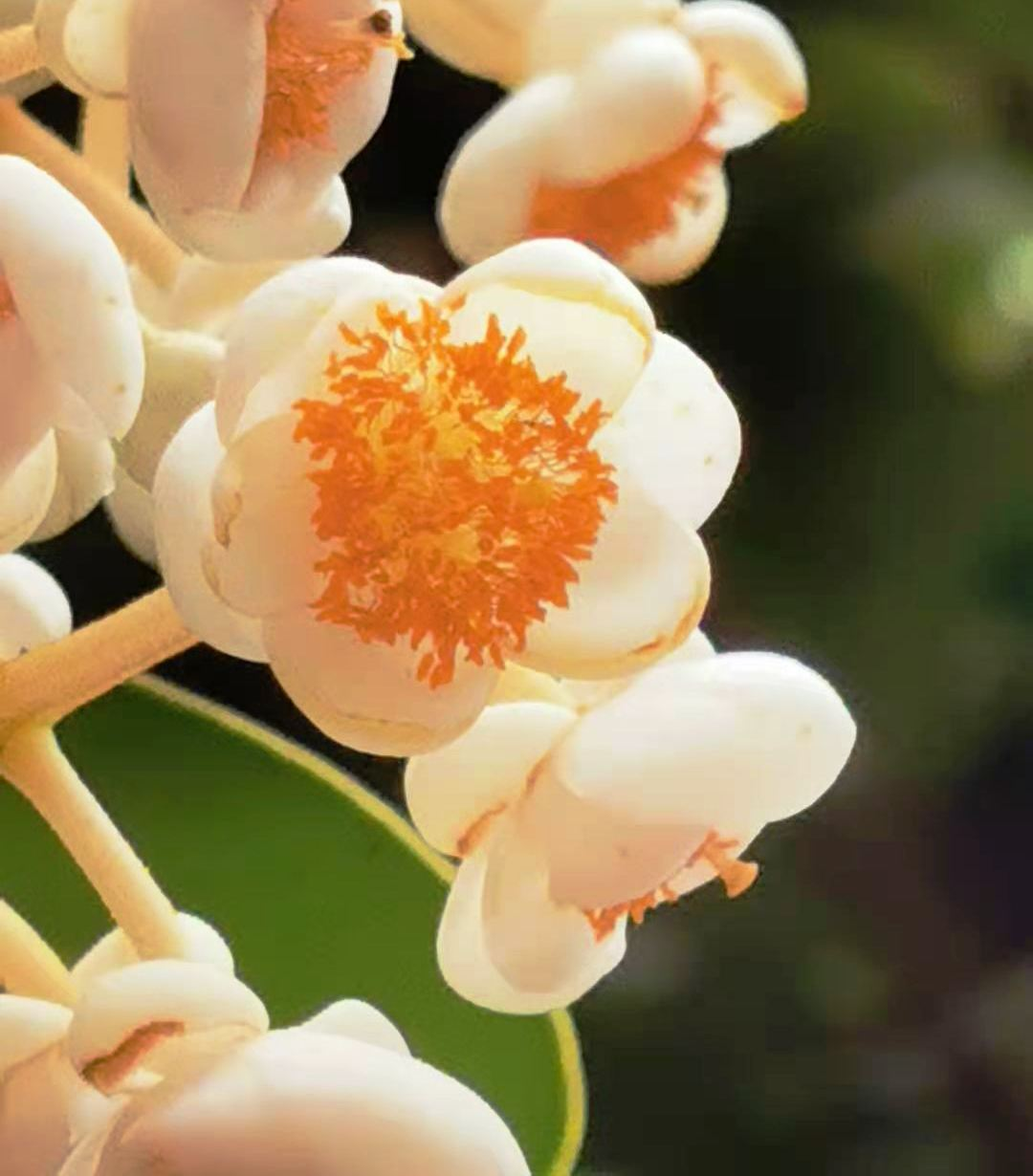
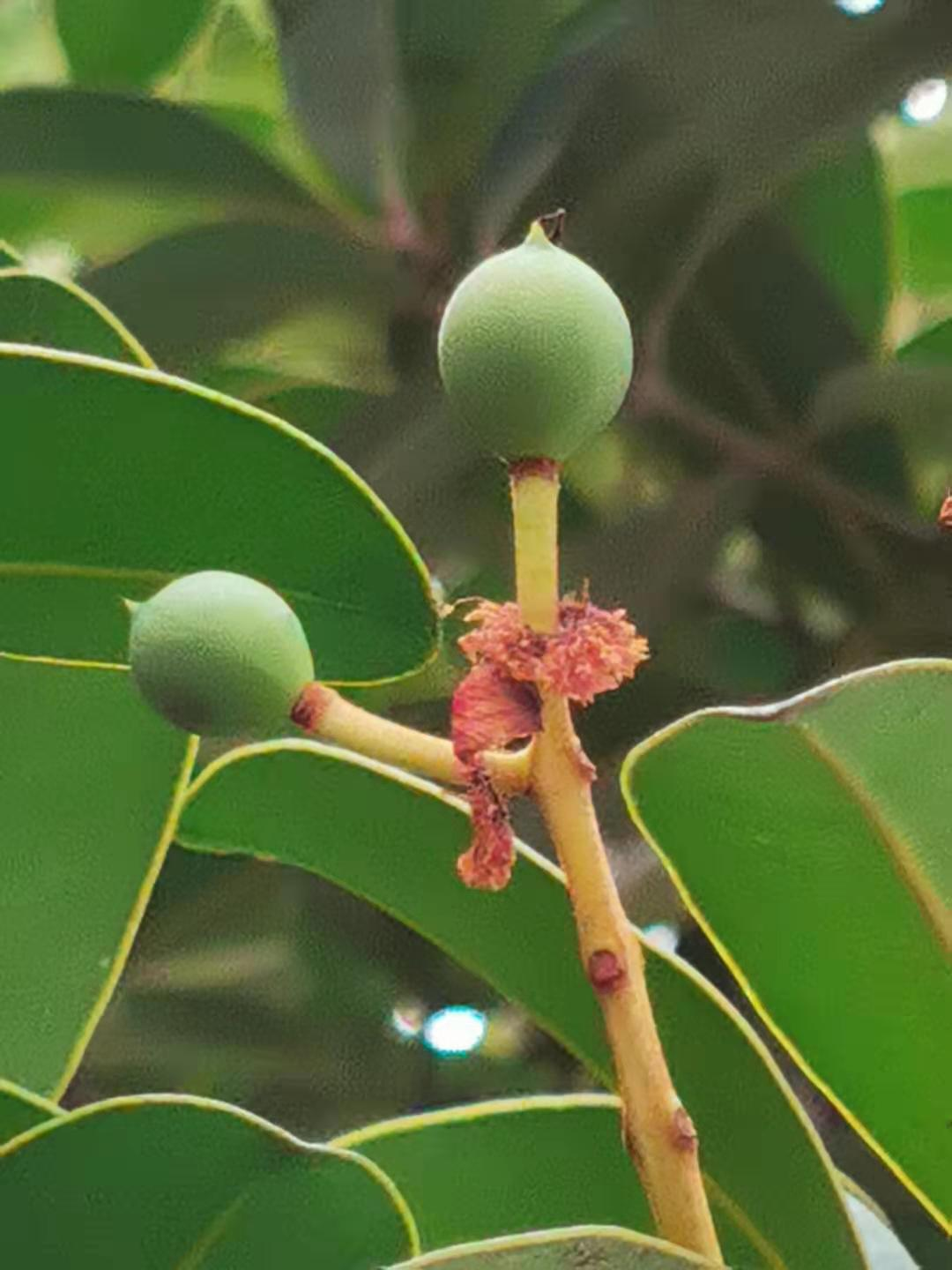
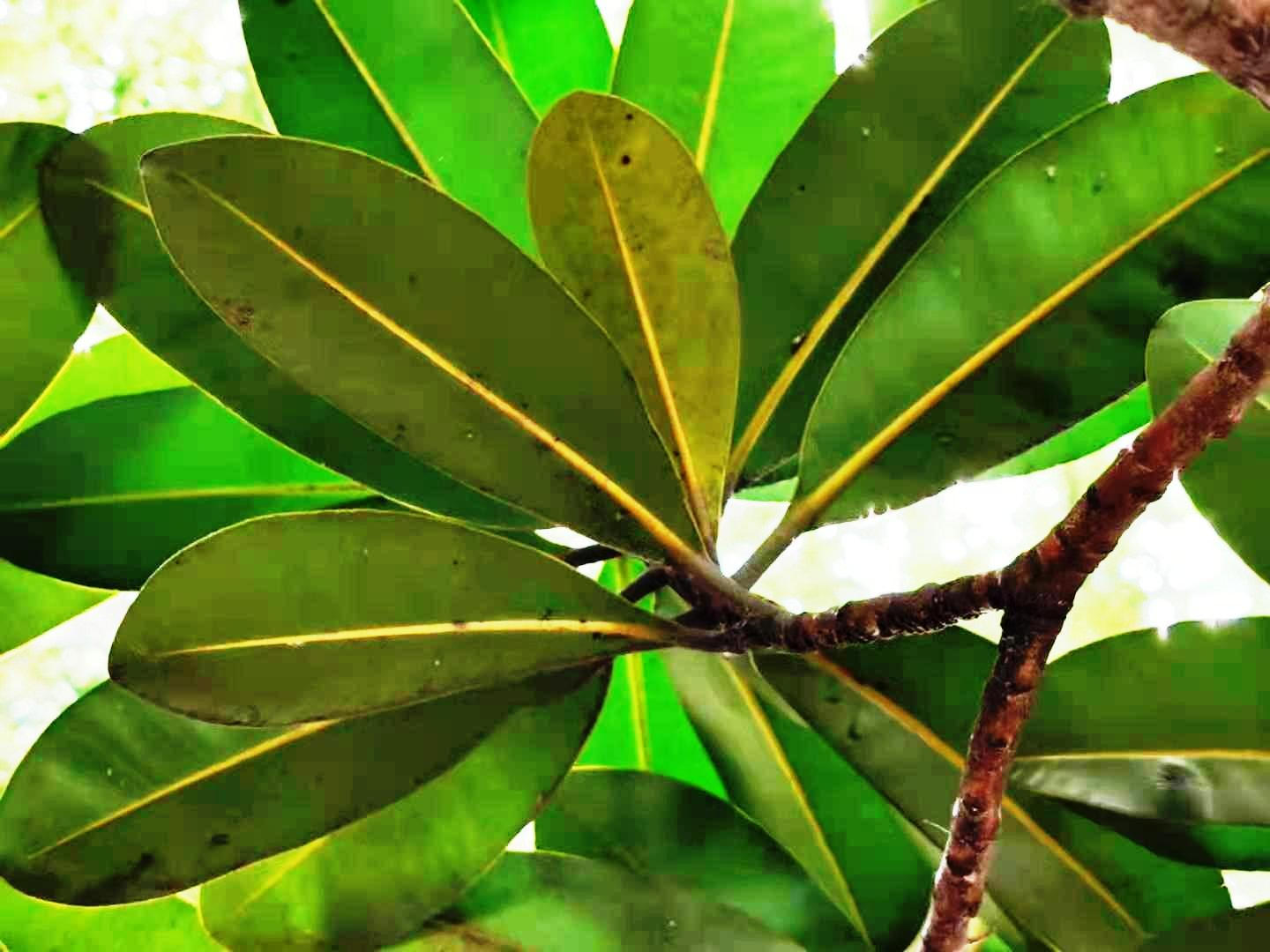